# Byggandets Kontraktskommitté
Byggandets Kontraktskommitté (BKK) är en partssammansatt förening med organisationer inom byggsektorn som medlemmar, vilken arbetar med att ta fram och utge bestämmelser och publikationer med anknytning till juridiken vid entreprenad- och konsultavtal.